# William Sholto Douglas

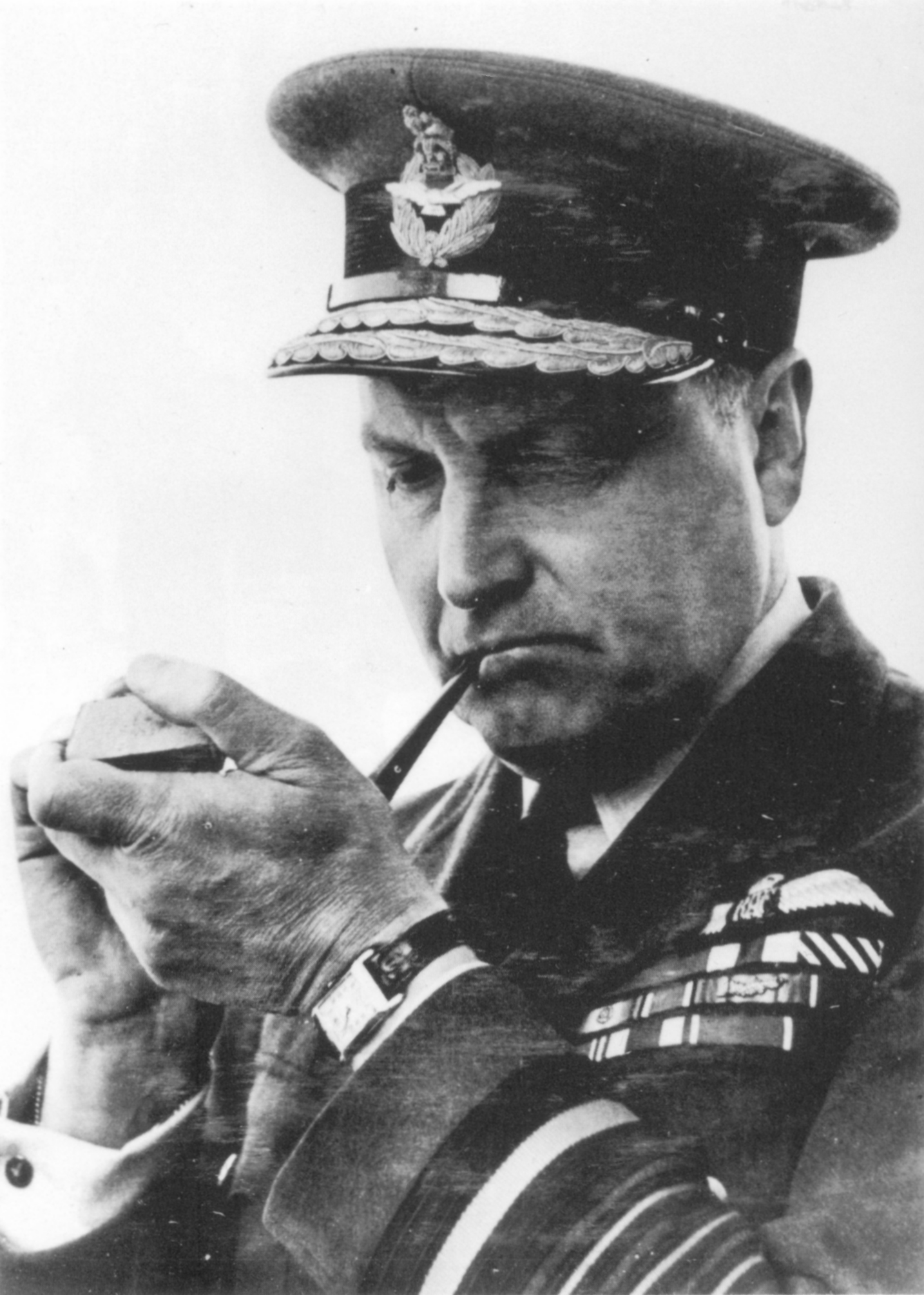
William Sholto Douglas

Marshal of the Royal Air Force William Sholto Douglas, 1st Baron Douglas of Kirtleside (Headington, 23 december 1893 – Royal Tunbridge Wells, 29 oktober 1969) was een Britse officier in de Royal Air Force tijdens de Tweede Wereldoorlog.

## Achtergrond
Douglas werd geboren in Headington in Oxfordshire en was de zoon van professor Robert Langton Douglas. Hij studeerde aan de Tonbridge School en de Lincoln College in Oxford.

## Eerste Wereldoorlog
Aan het begin van de Eerste Wereldoorlog was Douglas toegevoegd aan de Royal Field Artillery. In 1915 vertrok hij wegens onenigheid met zijn commandant naar de Royal Flying Corps en werd een verkenner bij de RFC-squadron nr. 2. Hij leerde snel voor piloot en verdiende het Royal Aero Club certificaat No. 1301. In september 1917 was hij als een majoor en werd Commanding Officer van de RFC-squadron nr. 84. Het squadron werd in 1918 een van de eerste RFC/RAF gevechtseenheden en aan het einde van de oorlog werd Douglas onderscheiden met de Military Cross en het Distinguished Flying Cross.

## Interbellum
Na de oorlog werkte hij voor een korte tijd voor Handley Page en als commercieel piloot voordat hij in 1920 terugkeerde na de Royal Air Force. Hij werd een instructeur bij de RAF en werd in 1936 benoemd tot directeur van stafstudies bij het ministerie van Luchtvaart. Hij werd in 1938 bevorderd tot Air Vice Marshal en benoemd tot assistent van de Chief of the Air Staff.

## Tweede Wereldoorlog
Tijdens de Tweede Wereldoorlog in 1940 raakte Douglas en Trafford Leigh-Mallory in conflict met het hoofd van de RAF-groep nr. 11, Keith Park en het hoofd van Fighter Command, Hugh Dowding over de strategie tijdens de Slag om Engeland. Douglas pleitte voor een meer agressieve gevechten met een ‘Big Wing’ strategie. Toen Charles Portal in oktober 1940 werd benoemd tot Chief of the Air Staff steunde hij Douglas en verwijderde Park en Dowding en benoemde Douglas op 25 november 1940 als vervanger van Dowding als Air Officer Commanding-in-Chief van Fighter Command. Hij werd ook bevorderd tot Air Marshal.
Als opperbevelhebber van Fighter Command was Douglas verantwoordelijk voor de herbouw van de sterkte van Fighter Command na de Slag om Engeland. Hij was een van de bedenkers van het succesvolle Circus Offensief.
In 1942 werd Douglas vervangen op Fighter Command door Leigh-Mallory en gestationeerd in Egypte waar hij in 1943 Air Officer Commanding-in-Chief van de RAF Middle East Command. In 1944 keerde Douglas terug naar Groot-Brittannië waar hij hoofd werd van de Coastal Command tijdens D-Day.

## Na de Tweede Wereldoorlog
Douglas werd na de oorlog verscheidene malen onderscheiden. Hij was van 1 mei 1946 tot 31 oktober 1947 de militaire gouverneur van de Britse bezettingszone in Duitsland en commandant van de Britse troepen in Duitsland. In 1946 werd hij bevorderd tot Marshal of the Royal Air Force en was een van de twee enige RAF-officieren die de rang bekleedde zonder Chief of the Air Staff te zijn geweest. In 1948 werd hij benoemd in een peerage: Baron Douglas of Kirtleside, of Dornock in the County of Dumfries. Douglas ging in 1948 met pensioen en was daarna tot 1964 voorzitter van de British European Airways (BEA).

## Prins Bernhard peetoom van dochter
Prins Bernhard van Lippe-Biesterfeld werd in november 1957 de peetoom van zijn dochter Katherine Ann. Haar peettante werd Tina Onassis.

## Decoraties
- Ridder Grootkruis in de Orde van het Bad
- Military Cross
- Distinguished Flying Cross